# Dipartimento del Segre-Ter
Segre-Ter (in lingua francese: Sègre-Ter sɛɡʁ.tɛʁ) è stato un dipartimento del Primo impero francese il cui territorio si trovava nella regione della Catalogna (attuale Spagna) e comprendeva interamente anche il Principato di Andorra. Venne istituito il 7 marzo 1813 a seguito della fusione per decreto dei preesistenti dipartimenti dell'Impero francese del Segre e del Ter. Il dipartimento venne ufficialmente soppresso il 10 marzo 1814.